# Associazione italiana degli analisti e consulenti finanziari
L'Associazione italiana per l'analisi finanziaria (AIAF) è un'associazione professionale che associa circa 1000 professionisti della finanza in Italia. Creata nel 1971, AIAF è associata ad EFFAS - European Federation of Financial Analysts Societies e ACIIA (Association of Certified International Investment Analysts).
AIAF promuove la corretta cultura finanziaria. Ha svolto spesso ruolo di consiglio delle autorità italiane. Ha pubblicato e promuove un codice etico per la professione di analista finanziario in Italia. L'associazione ha una scuola di formazione (AIAF Formazione e Cultura) certificata a rilasciare il diploma "Certified International Investment Analyst (CIIA)".
Principali pubblicazioni di AIAF sono La Rivista AIAF e le monografie dette I quaderni AIAF, attraverso le quali contribuisce alla ricerca finanziaria europea.